# Valdena

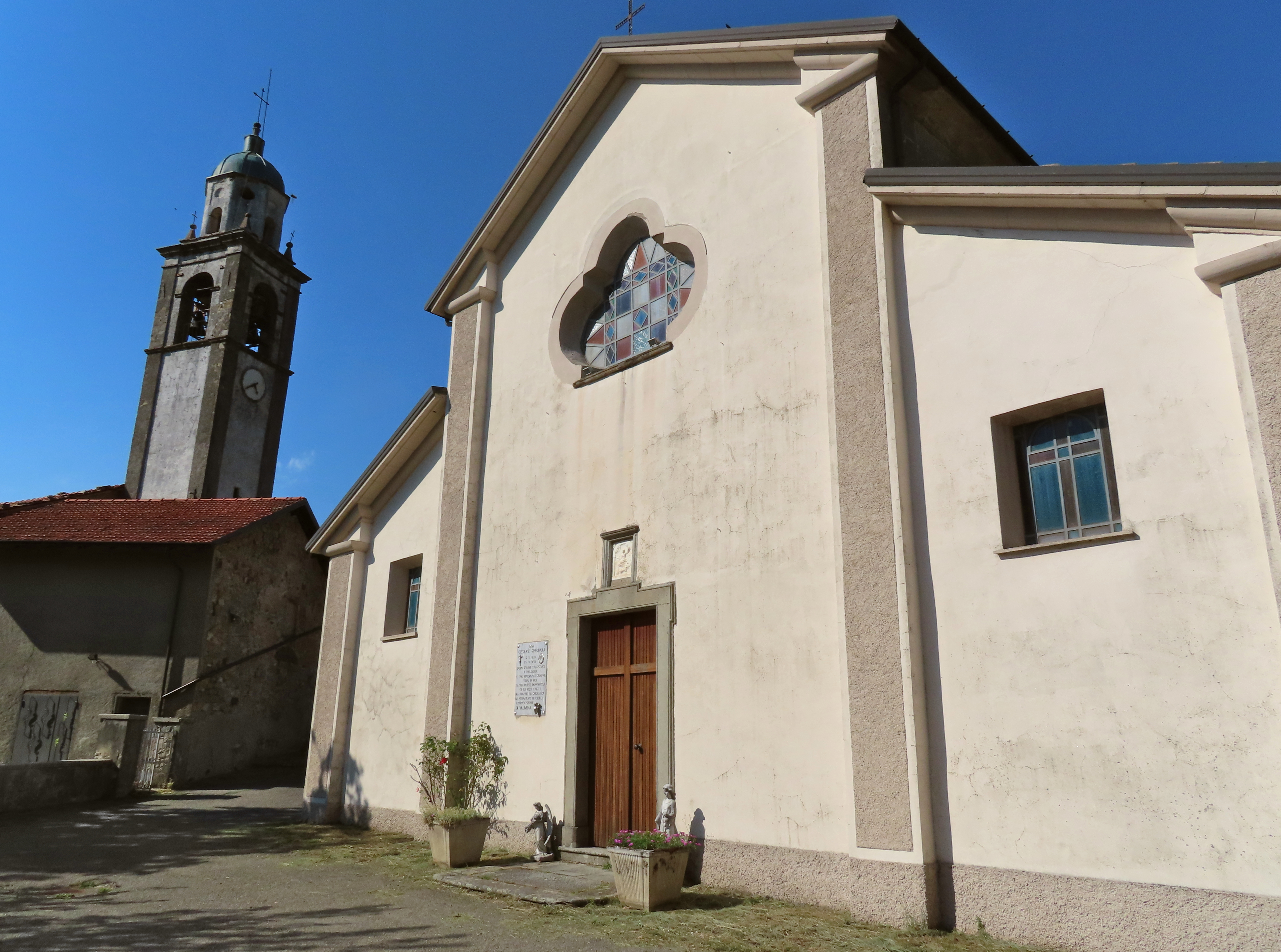
Iglesia de Santa María de la Asunción en Valdena.

Valdena es una localidad de la comuna de Borgo Val di Taro  en Italia provincia de Parma, está situado en la región de Emilia-Romaña. Según las estimaciones del año  2011 poseía una población de 7 habitantes. Se encuentra a una altitud de 708 metros sobre el nivel del mar y a 4,32 kilómetros de Borgo  Val di Taro.

## Historia
Valdena fue un antiguo feudo de la Casa de Platoni, poderosa familia entre los siglos X y XVIII. El origen del nombre proviene de Val d 'Ena. Es decir el Valle de  Ena o Hena.  Los Hena fueron una familia noble descendientes directos de la dinastía Platoni. 
En esta localidad se encuentra la Iglesia de Santa María de la Asunción, la capilla original fue construida por la familia Hena. Señores feudales entre los siglos  XI y XII.
La primera descripción de la iglesia data de 1568 en el momento de la visita apostólica del cardenal Benedetto Lomellini. 
En esta zona también existió un antiguo fuerte llamado Castillo de Hena del cual solo perduran algunos restos.